# شكيب قرطباوي
شكيب قرطباوي (و. 17 يناير 1945)، هو سياسي لبناني ووزير العدل في حكومة نجيب ميقاتي التي شكلت في 13 يونيو 2011.

## حياته
وزير العدل. ماروني. ولد في 17 يناير 1945 في شتورا. والأصل من كفرسلوان - المتن الأعلى قضاء بعبدا. متزوّج من المحامية أرليت القيم، ولهما ثلاثة أبناء هم: نايلة، وديع، وسيم. درس المرحلة الابتدائية في مدرسة مار أفرام في زحلة، والتكميلية والثانوية في مدرسة الأخوة المريميين في جونيه، وحاز شهادة الفلسفة سنة 1963، ثمّ درس الحقوق في جامعة القديس يوسف وتخرج سنة 1967 ليتدرّج في مكتب شاهين حاتم من 1967 حتى 1970 حيث افتتح مكتباً للمحاماة خاصا به وما لبث أن تشارك مع نقيب المحامين رمزي جريج في مكتب واحد. شغل مركز العضوية في مجلس نقابة المحامين في بيروت عام 1989 لمدّة ثلاث سنوات، كما شغل عضوية المجلس التأديبي، ثمّ انتخب نقيباً للمحامين في العام 1995. شغل عضوية مجلس حزب الكتلة الوطنية لسنوات، ولكنّه قدّم استقالته منه في أوائل نوفمبر عام 2002 على اثر انتمائه إلى لقاء قرنة شهوان. ترّشح للانتخابات النيابية في دورة سنة 2009 (دائرة بعبدا)، لكنه انسحب.